# Rourea dictyophylla
Rourea dictyophylla är en tvåhjärtbladig växtart som beskrevs av C.C.H. Jongkind. Rourea dictyophylla ingår i släktet Rourea och familjen Connaraceae. Inga underarter finns listade i Catalogue of Life.